# Brian Boitano
Brian Anthony Boitano (ur. 22 października 1963 w Mountain View) – amerykański łyżwiarz figurowy, startujący w konkurencji solistów. Mistrz olimpijski z Calgary (1988) i uczestnik igrzysk olimpijskich (1984, 1994), dwukrotny mistrz świata (1986, 1988) oraz czterokrotny mistrz Stanów Zjednoczonych (1985–1988).
Brian Boitano zainspirował postać idola bohaterów serialu telewizyjnego Miasteczko South Park.
W grudniu 2013 roku zadeklarował, że jest osobą homoseksualną.

## Osiągnięcia
| Zawody                                | 77–78          | 78–79          | 79–80          | 80–81          | 81–82          | 82–83          | 83–84          | 84–85          | 85–86          | 86–87          | 87–88          | 93–94          |                |                |                |                |                |
| Międzynarodowe                        | Międzynarodowe | Międzynarodowe | Międzynarodowe | Międzynarodowe | Międzynarodowe | Międzynarodowe | Międzynarodowe | Międzynarodowe | Międzynarodowe | Międzynarodowe | Międzynarodowe | Międzynarodowe | Międzynarodowe | Międzynarodowe | Międzynarodowe | Międzynarodowe | Międzynarodowe |
| ------------------------------------- | -------------- | -------------- | -------------- | -------------- | -------------- | -------------- | -------------- | -------------- | -------------- | -------------- | -------------- | -------------- | -------------- | -------------- | -------------- | -------------- | -------------- |
| Igrzyska olimpijskie                  |                |                |                |                |                |                | 5              |                |                |                | 1              | 6              |                |                |                |                |                |
| Mistrzostwa świata                    |                |                |                |                |                | 7              | 6              | 3              | 1              | 2              | 1              |                |                |                |                |                |                |
| Grand Prix International St. Gervais  |                |                | 3              |                |                |                |                |                |                |                |                |                |                |                |                |                |                |
| Nebelhorn Trophy                      |                |                | 3              |                |                |                |                |                |                |                |                |                |                |                |                |                |                |
| NHK Trophy                            |                |                |                |                |                |                |                | 3              | 1              |                |                |                |                |                |                |                |                |
| Skate America                         |                |                |                |                | 3              |                | 1              |                | 2              | 1              |                | 2              |                |                |                |                |                |
| Skate Canada International            |                |                |                |                |                | 1              |                |                |                |                | 2              |                |                |                |                |                |                |
| St. Ivel International                |                |                |                |                |                |                |                | 1              |                |                |                |                |                |                |                |                |                |
| Ennia Challenge Cup                   |                |                |                |                |                | 1              |                |                |                |                |                |                |                |                |                |                |                |
| Międzynarodowe: Kategorie młodzieżowe |                |                |                |                |                |                |                |                |                |                |                |                |                |                |                |                |                |
| Mistrzostwa świata juniorów           | 3              |                |                |                |                |                |                |                |                |                |                |                |                |                |                |                |                |
| Krajowe                               |                |                |                |                |                |                |                |                |                |                |                |                |                |                |                |                |                |
| Mistrzostwa Stanów Zjednoczonych      | 1 J            |                | 5e             | 4              | 4              | 2              | 2              | 1              | 1              | 1              | 1              | 2              |                |                |                |                |                |

## Nagrody i odznaczenia
- Światowa Galeria Sławy Łyżwiarstwa Figurowego – 1996[8]
- Amerykańska Galeria Sławy Łyżwiarstwa Figurowego – 1996[9]